# Яктали (приток Кочечума)
Яктали́ (также Ягтали) — река в Эвенкийском районе Красноярского края России, правый приток Кочечума. Длина реки — 169 км. Площадь водосборного бассейна — 3240 км².
Исток реки находится на юго-востоке плато Путорана, к юго-востоку от озера Бельдунчана, на высоте более 930 м над уровнем моря. В верховьях течёт на юг по тундровой местности, протекает через озёра Ягтали, в заболоченной долине реки встречается лиственница. Перед впадением реки Верхний Довгог поворачивает на юго-восток. Огибает с севера плато Ягтали. В среднем и нижнем течении в долине реки большое количество некрупных озёр. Впадает в Кочечум по правому берегу на отметке ниже 396 м над уровнем моря, выше впадения реки Верхний Анакит, в 497 км от устья Кочечума. Ширина перед устьем — 75 м при глубине 1,5 м; скорость течения в низовьях составляет 0,8 м/с. 

## Основные притоки
Указаны поименованные притоки длиной 20 км и более
| Название       | Расстояние от устья | Длина | Положение |
| -------------- | ------------------- | ----- | --------- |
| Камат          | 57                  | 22    | правый    |
| Верхний Довгог | 75                  | 21    | левый     |
| Амудиха-Уксэ   | 110                 | 28    | левый     |
| Дагалдын       | 123                 | 25    | левый     |

## Данные водного реестра
По данным государственного водного реестра России и геоинформационной системы водохозяйственного районирования территории РФ, подготовленной Федеральным агентством водных ресурсов:
- Бассейновый округ — Енисейский
- Речной бассейн — Енисей
- Речной подбассейн — Нижняя Тунгуска
- Водохозяйственный участок — Нижняя Тунгуска от водомерного поста посёлка Тура до водомерного поста посёлка Учами
- Код водного объекта — 17010700312116100073748